# Non ho l’età
A Non ho l’età (magyarul: Nem vagyok elég idős) című dal volt az 1964-es Eurovíziós Dalfesztivál győztes dala, melyet az akkor tizenhat éves olasz Gigliola Cinquetti adott elő olasz nyelven.
A dal a Sanremói Dalfesztivál győzteseként nyerte el az indulás jogát. A dal egy ballada, melyben az énekesnő arról beszél, hogy még nem elég idős ahhoz, hogy szerelmes legyen.
Az 1964-es dalfesztivál teljes egészéről nem, de a győztes dal előadásáról maradt fenn videófelvétel.
Ötvennyolc évvel később Gigliola Cinquetti a 2022-es Eurovíziós Dalfesztivál vendégeként ismét előadta a dalt.
A március 21-én rendezett döntőben a fellépési sorrendben tizenkettedikként adták elő, a portugál António Calvário Oração című dala után, és a jugoszláv Sabahudin Kurt Život Je Sklopio Krug című dala előtt. A szavazás során negyvenkilenc pontot szerzett, mely az első helyet érte a tizenhat fős mezőnyben. Ez volt Olaszország első Eurovíziós győzelme.
A következő olasz induló Bobby Solo Se Piangi, Se Ridi című dala volt az 1965-ös Eurovíziós Dalfesztiválon.
A következő Eurovíziós győztes a luxemburgi France Gall Poupée de cire, poupée de son című dala volt.

## Kapott pontok
| LUX                                          | NED | NOR | DEN | FIN | AUT | FRA | GBR | GER | MON | POR | ITA | YUG | SUI | BEL | ESP |   |
| Kapott pontok                                | 5   | 5   | 0   | 0   | 5   | 5   | 0   | 5   | 3   | 3   | 5   |     | 5   | 3   | 5   | 0 |
| A tábla a fellépés sorrendjében van rendezve |     |     |     |     |     |     |     |     |     |     |     |     |     |     |     |   |

## Slágerlistás helyezések
| Slágerlisták (1964) | Lh.* |
| ------------------- | ---- |
| Argentína           | 4    |
| Belgium             | 1    |
| Dánia               | 1    |
| Dél-Afrika          | 4    |
| Egyesült Királyság  | 17   |
| Franciaország       | 2    |
| Finnország          | 3    |
| Hollandia           | 2    |
| Hongkong            | 2    |
| Írország            | 5    |
| Mexikó              | 9    |
| Németország         | 3    |
| Norvégia            | 3    |
| Olaszország         | 1    |
| Spanyolország       | 1    |
| Svájc               | 2    |
| Uruguay             | 3    |

*Lh. = Legjobb helyezés.